# Aetobatus laticeps
Aetobatus laticeps は、マダラトビエイ属に属するエイの一種。マダラトビエイに似るが、東太平洋に固有である。

## 分類
2014年までは  Aetobatus narinari に含まれていたが、遺伝的に異なる種である。A. narinari、マダラトビエイとは体色や模様が似ており、外見での区別は難しい。A. narinari は大西洋に固有の種であり、インド太平洋にはマダラトビエイが分布している。

## 分布
バハ・カリフォルニア半島からガラパゴス諸島を含むペルーにかけての東太平洋に分布する。メキシコでの分布は不明。

## 形態
体盤は横長の菱形で、頭部は突き出ており、噴水孔は大きい。胸鰭は鎌状で、背鰭は小さい。背面は青みがかかった黒で、白い斑点または輪が多数あり、腹面は白色で模様は無い。尾は細長く、棘がある。体盤幅は通常130 cmで、最大で230 cmに達する。

## 生態
湾や河口に生息し、単独または大きな群れで生活する。主にゴカイやエビなどの甲殻類を食べる。